# Ricostruzione filologica dei sinogrammi più diffusi
Nelle tabelle sottostanti, è indicata la ricostruzione filologica dei sinogrammi più diffusi fino al livello HSK4 (B2) di cinese e con un'appendice che integra i caratteri HSK4 con i kanji fino al livello C1 di giapponese (penultimo livello JLPT). Ogni livello di HSK ha la sua sotto-pagina.
Dopo il livello HSK4, è presente un gruppo di kanji che compare nel penultimo livello integrale del JLPT (C1) ma non compare nell'HSK4 (sono caratteri molto diffusi in giapponese e in buona parte anche in cinese). La scelta di basarsi sull'HSK e sul JLPT è giustificata dal fatto che questi sono gli hanzi e kanji più diffusi nel cinese moderno standard e giapponese moderno (molti di loro sono in comune tra le due lingue). Molti di loro sono diffusi pure in coreano e vietnamita, le altre due lingue sino-xeniche dopo il giapponese.

## Ricostruzione filologica degli hanzi HSK1
L'HSK1 corrisponde a un livello A1 secondo il quadro di riferimento CEFR e contiene i sinogrammi più diffusi in assoluto in cinese moderno standard. Molti di essi sono reperibili pure in giapponese e coreano.

## Ricostruzione filologica degli hanzi HSK2
L'HSK2 corrisponde a un livello A2 secondo il quadro di riferimento CEFR e contiene i sinogrammi più diffusi in assoluto in cinese moderno standard insieme all'HSK1: di fatto sono i primi due livelli di HSK. Molti di questi caratteri sono reperibili pure in giapponese e coreano.

## Ricostruzione filologica degli hanzi HSK3
L'HSK3 corrisponde a un livello B1 secondo il quadro di riferimento CEFR e contiene i sinogrammi più diffusi in assoluto in cinese moderno, tale per cui le abilità dell'apprendente arrivano al livello intermedio.

## Ricostruzione filologica degli hanzi HSK4
L'HSK4 corrisponde a un livello B2 secondo il quadro di riferimento CEFR e contiene i sinogrammi più diffusi in assoluto in cinese moderno standard tale per cui formalmente si raggiunge il livello intermedio in lingua cinese.

## Sinogrammi diffusi tra i kanji C1 ma non presenti nell'HSK4, kokuji
Nella tabella sottostante sono accorpati in appendice tutti i sinogrammi diffusi in giapponese moderno fino al livello C1 che non compaiono nella lista dei vocaboli HSK4: rappresentano uno "scarto" della lista principale che però è composto da sinogrammi diffusi in giapponese (e in buona parte anche in cinese, semplicemente non si trovano nella lista HSK4/B2). Sono anche presenti due kokuji/caratteri nazionali coniati dai giapponesi. Di tutti i caratteri si offre il livello JLPT (il "2" indica qui il livello A2 circa), la pronuncia in cinese (pinyin), in dialetto cantonese e la ricostruzione filologica con significati, varianti e qualche informazione sulla pronuncia arcaica in primo cinese medio.
Le ricostruzioni, salvo diversa indicazione, sono riprese da Qimingwang (起名网), un sito che contiene un database di ricostruzioni paleografiche più la resa della pronuncia in fanqie nel rimario Guangyun del 1008. Parte di queste ricostruzioni viene riportata anche in Chaziwang, (查字网). I caratteri HSK sono indicati nella prima colonna in versione semplificata per renderli più riconoscibili. Il cantonese è trascritto con il sistema di romanizzazione Jyutping e la pronuncia è quella standard e prestigiosa di Hong Kong. La ricostruzione in primo cinese medio citata è quella di Baxter (2011).
| Hanzi/kanji  | Livello | Pinyin       | Cantonese     | Significato moderno e arcaico; spiegazione |
| ------------ | ------- | ------------ | ------------- | --- |
| 姉 < 姊 [姐] | 2       | zi3, jie3    | zi2           | Indica la sorella maggiore ed è formato dal radicale della donna inginocchiata con accanto la chiave di lettura 𠂔 zi3, che indicava 木, una pianta, con un tratto orizzontale 一 in mezzo per indicare il concetto di crescita interrotta (forse perché si taglia). La chiave di lettura indica la sola pronuncia, a meno che indichi qualcosa che si ferma/interrompe in relazione allo status e età di sorella maggiore o indichi il desiderio di non fare altre figlie femmine, dal momento che i maschi nell'antica Cina erano visti come superiori. Nella variante arcaizzante 𡛷 si riconosce meglio la piantina. Oggi la chiave di lettura, a partire da una variante, è sostituita con quella del mercato/città, forse sempre come prestito fonetico o come corruzione della chiave di lettura originale se si osserva bene la variante 𡛷 (a meno che, in senso cinico, il mercato si riferisca al concetto di mercanteggiare per indicare il matrimonio combinato con il miglior offerente). In cinese si usa un diverso carattere per indicare la sorella maggiore. |
| 昼 < 晝      | 2       | zhou4        | zau3          | Indica il giorno e la luce del giorno (in opposizione alla notte) ed è composto da una contrazione del carattere 畫 (disegnare, in cui si nota la mano stilizzata a grugno che regge in verticale il pennello di peli 聿 con sotto un disegno 画 casuale o di un campo suddiviso). Il campo viene suddiviso con il pittogramma del sole 日, che appare schiacciato. Apparentemente, il carattere indica la suddivisione della luce del giorno in più momenti (ma per questo scopo venivano impiegate le meridiane e le scansioni date dai Tronchi Celesti e Rami Terrestri) o forse una generica suddivisione tra luce del giorno e notte. |
| 曜           | 2       | yao4         | jiu6          | Indica la luce del giorno e i sette pianeti noti nell'astronomia tradizionale della sinosfera (oggi questa tassonomia è errata): il sole (è una stella), la luna (è un satellite), Mercurio, Venere, Marte, Giove e Saturno (mancano Urano e Nettuno insieme a parecchi satelliti) e si usa in coreano e giapponese per indicare la settimana. Si nota il radicale del sole con accanto la chiave di lettura 翟 di2, il fagiano (野鸡, letteralmente "il pollo selvatico". Indicava anche la prostituta di basso rango), ovvero le piume sotto all'uccello con la coda corta (anche se, come indica lo secondo Xu Shen, il fagiano ha la coda lunga). |
| 町           | 2       | ting13       | ting2         | Indica il confine tra i campi ed è composto dal radicale del campo coltivato con accanto la chiave di lettura per la sola pronuncia del chiodo con la capocchia, a meno che si collega il carattere a 顶, che indica la cima di qualcosa, ragion per cui sta a indicare un cumulo di terra o simili che separa i campi. In giapponese è stato riciclato per indicare un'unità amministrativa (si trova, per esempio, nel nome di Muromachi, una città che dà anche il nome a un periodo storico giapponese corrispondente a uno shogunato, il Periodo Muromachi, successivo al Periodo Kamakura). |
| 野           | 2       | ye3          | je5           | Indica il concetto di selvaggio e la versione originale è 埜: è un paio di alberi con in mezzo (in questa variante arcaizzante si vede in basso) la terra, forse per indicare un posto selvaggio attraverso l'idea di terreno boschivo (la foresta già nella suddivisione arcaica dei territori richiamava la natura selvaggia, siccome veniva appena prima del jiong1, "la natura più selvaggia"). Il carattere è poi evoluto in 𡐨: si nota il carattere "dare" 予 yu3 (due mani che si passano un oggetto in mezzo; indica la sola pronuncia) in mezzo agli alberi, per cui la terra si è spostata in basso diventando il radicale. Il carattere oggi si suddivide correttamente se si prende in considerazione la variante 㙒: è il campo coltivato accanto a "dare" e con sotto la terra. L'apparenza è quella di un terreno in mezzo alla natura, in cui per esempio si trovano i campi coltivati dai contadini e/o le loro risaie, ma la carica più forte di "terreno boschivo" si è persa. |
| 駅 < 驛 [驿] | 2       | yi4          | jik6          | Indicava la stazione di relé (dall'inglese "relay"), ovvero la stazione di staffetta, un posto in cui i messaggeri a cavallo si fermavano. Il carattere è composto dal radicale del cavallo accanto alla chiave di lettura 睪 yi4 ovvero 目 + 㚔, "spiare" (l'occhio ribaltato in orizzontale, secondo il pittogramma originale, con sotto le due mani racchiuse da una manetta con una catena in alto e una in basso), presumibilmente solo per indicare la pronuncia. Le stazioni di relé chiamate 驿站 nella Cina antica servivano a passare i messaggi che avevano a che fare con l'esercito e le manovre militari. Lì i messaggeri a cavallo potevano fermarsi a mangiare e potevano pure cambiare i cavalli stanchi con i cavalli freschi e riposati, già predisposti in una zona apposita. Esistevano già dalla Dinastia Zhou. Un'altra tipologia di stazione di relé del periodo Song si chiama 驿牌. In Cina e Giappone, la parte accanto si semplifica diventando quasi totalmente irriconoscibile. Anticamente finiva in *-k. |
| 働 (kokuji)  | 3       | dong4        | dung6         | Questo carattere nazionale è stato coniato dai giapponesi per indicare il lavoro. Successivamente è entrato in cinese come variante, ma oggi è in disuso e soppiantato da 动, l'originale (il carattere è già stato spiegato: è una persona con un sacco rilegato in alto e in basso disegnata sotto di lui e in origine sulle spalle, 重, accanto al radicale della forza). La pronuncia si può ricostruire anche solo osservando la chiave di lettura. I giapponesi hanno coniato il kokuji prendendo l'atto di trasportare un sacco rilegato pesante sulla schiena e aggiungendogli il radicale della persona, che è una modifica molto marginale. |
| 具           | 3       | ju4          | geoi6         | Indica il mobile e l'utensile ed è composto da 貝, la conchiglia (ma nella primissima versione si nota il tripode 鼎, che talvolta finisce per essere stilizzato come una conchiglia fuorviante), con sotto due mani che la sorreggono 廾, di cui nella versione odierna non si vedono i due trattini sporgenti in alto. I due tratti che indicano la conchiglia aperta sono spariti. Una variante semi-arcaica è 𥃲, da cui si ricava che i due componenti (il corpo del tripode e le mani) si sono incollati. Anticamente aveva la consonante non palatalizzata. |
| 勝 [胜]      | 3       | sheng4       | sing1, sing3  | Indica il concetto di sopportare e sconfiggere ed è composto dalla chiave di lettura 朕 zhen4 con sotto il radicale della forza 力. La sua scomposizione originale, individuata correttamente da Xu Shen (任也。从力朕聲), è oggi irriconoscibile per la stilizzazione e per la distribuzione fuorviante dei componenti. 朕 zhen4 era usato come prestito fonetico dall'Imperatore a partire dalla Dinastia Qin per dire "io" ed è formato dalla barca 舟 (oggi stilizzata come una falce di luna, fenomeno che succede anche in qualche altro carattere) con accanto un oggetto disegnato come un bastone o simili丨tenuto tra due mani 廾. In origine indicava l'atto di riparare una barca, come spiega una glossa alla voce nello Shuowen Jiezi (按朕在舟部，其解當曰舟縫也。从舟，灷聲。何以知爲舟縫也). L'oggetto in alto poi è mutato nel radicale della terra, poi stilizzato come quello del fuoco: da questa versione si ottiene la variante arcaizzante 𦩎. 灷 zhuan4 in isolamento indica lo stoppaccio, cioè un batuffolo di qualcosa che serve per accendere un fuoco (può essere di cotone ma, nell'antichità, una manciata di erba secca, foglioline secche, rametti secchi e/o trucioli di legno per esempio si poteva usare per accendere un fuoco con il bastoncino sfregato o la pietra focaia). Quindi, nel carattere in esame, alla barca/luna con il fuoco e le mani (stilizzati e fusi in 龹) con sotto la potenza indica la sopportazione e la vittoria tramite la riparazione della barca (forse come sola pronuncia, a meno che una barca riparata e che non ha falle ha un qualche legame) e la forza. Quanto a 龹 juan4, esso deriva da 𠔉 che a sua volta deriva dalla stilizzazione della forma originale 𢍏 e variante 𨤑: juan4 in origine indicava l'atto di modellare il riso in palline. In alto è raffigurato il riso (con l'aggiunta di un tratto ricurvo: forma 釆 bian4, che però rende parte della pronuncia) con in basso due mani intente ad afferrarlo e modellarlo. Il riso poi è mutato in 小, con i due chicchi ancora riconoscibili in cima, mentre le mani sono mutate grossomodo in 夫. Questo componente compare nel carattere 劵 quan4/juan4, che indica il ticket e il certificato e storicamente indicava un documento che attestava il proprio titolo nobiliare. Simili certificati, compilati anche in caso di particolari acquisti, si potevano mettere per iscritto sui listelli di bambù. Questo certificato veniva poi diviso in due parti: una veniva conservata dal venditore e l'altra dall'acquirente. La versione attuale di questo carattere deriva da una modifica (forse una corruzione) di 券, in cui è visibile il radicale originale del coltello, che indica in modo chiaro la divisione di questo documento in due parti. In cima, per la sola pronuncia, si vede il riso modellato in palline (a meno che indichi un cambiamento di forma in riferimento al documento maneggiato e tagliato; in più in un paio di stilizzazioni in cima si nota 釆, che indica anche il concetto antico di differenziare/discriminare a partire dal disegno dell'impronta di animale). Lo stesso componente in cima si ritrova in 拳 quan2, che indica il pugno (riso modellato a palline + radicale della mano). In 卷 juan3 indica il concetto di arrotolare e di rotolo/oggetto arrotolato anche come classificatore ed è formato dal riso modellato a palline con sotto il radicale dell'uomo inginocchiato, quindi in una forma già in parte ricurva (una variante semi-arcaica è 巻, mentre due varianti arcaizzanti sono 𠨟 e 𨤖). In questo carattere converge la semplificazione di 捲 juan3, "arrotolare" (radicale della mano a lato). In 圈 juan1, che indicava in origine il recinto, si vede il radicale del recinto con tutto il concetto di "arrotolare" al suo interno (e che quindi rimanda in generale a una forma chiusa). In 倦 juan4 si indica invece la stanchezza e si nota un uomo con accanto il concetto di arrotolare per indicare una persona ricurva dalla stanchezza.                                                   |
| 労 < 勞 [劳] | 3       | lao2         | lou4          | Indica il concetto di lavorare ed è la contrazione di 熒 ying2 con sotto il radicale della forza o l'aratro in legno 力. Riguardo alla chiave di lettura, in origine era un paio di torce accese intrecciate a croce 乂 per indicare la luce emessa dalle torce. I fuochi accesi, nelle versioni del periodo Qin e Han, si sono poi separati (炏) dall'impugnatura delle due torce, che si è appiattita e squadrata in 冂, ottenendo 𤇾. La chiave di lettura si è completata con l'aggiunta del radicale del fuoco in basso, da cui si ottiene 熒. Secondo un'altra suddivisione, è la contrazione del carattere 焱 yan4, cioè la versione originale di 焰 yan4 (variante parzialmente conservativa 燄), che indica la fiamma. Sotto si è aggiunta una forma per accennare a un tetto con il contorno di una casa o stanza e in basso il radicale della forza. 勞 secondo Xu Shen (che propone la prima suddivisione) è 劇也。从力，熒省。熒，火燒冂，用力者勞, cioè indicava in origine l'atto di estinguere un fuoco in una casa. Secondo un'altra interpretazione, indica una stanza illuminata mentre si lavora. Le due fiamme in alto in Cina sono semplificate come il radicale dell'erba, piuttosto fuorviante, mentre nella versione kanji si riducono in dei trattini irriconoscibili. |
| 勤           | 3       | qin2         | kan4          | Indica il concetto di diligente e produttivo/industrioso ed è formato dalla chiave di lettura 堇 qin2 (Xu Shen spiega che indica l'argilla 黏土: è la stilizzazione di 黄, "giallo", con sotto la terra, oggi fusa con la parte superiore del carattere per indicare la terra rossiccia o limacciosa) accanto al radicale della forza, per indicare o la produzione di vasi di argilla o per indicare un terreno fertile a causa del loess o del terriccio argilloso buono per coltivare che viene arato e lavorato. Il carattere non è correlato con l'uomo che brucia sul rogo nella versione tradizionale di 汉. Forse come prestito fonetico, aveva iniziato a indicare la Viola Verecunda (oggi 蓳, con il radicale dei ciuffi d'erba in cima) e il concetto di "poco; soltanto, solamente", oggi distinto con il radicale della persona (仅 < 僅). Un altro riferimento al fango si trova nel carattere 墐 jin4, che indica l'atto di tappare/ostruire con il fango, mentre in 瑾 jin3 indica la giada fine e splendente, forse con un riferimento al colorito acceso. Anticamente aveva la consonante non palatalizzata. |
| 寝 < 寢      | 3       | qin3         | cam2          | Indica il concetto di stanza e di dormire (e, unendo i due, il concetto di camera da letto) ed è composto dal radicale del tetto con sotto il letto ritratto in verticale 爿 e la chiave di lettura 𠬶 jin4 (simile a 帚 zhou3, cioè una scopa con il pagliericcio in alto e il manico a Y stilizzato in basso). La variante è 寑. Xu Shen, nello Shuowen Jiezi descrive un carattere molto simile, 㝲, spiegando che è il letto del malato: secondo la sua interpretazione, è la contrazione di 㝱 (tetto + letto + sognare) con dentro una scopa. Anticamente finiva con la codina nasale *-m. |
| 役           | 3       | yi4          | jik6          | In origine indicava il soldato e l'atto di sorvegliare il confine ed è composto da una persona (poi mutata in un incrocio a T) con accanto l'alabarda di bambù per indicare una persona attaccata o un soldato con l'arma. La versione originale è 伇, ancora reperibile tra le varianti. Oggi indica il lavoratore. Anticamente finiva in *-k. |
| 彼           | 3       | bi3          | bei2          | Indica in cinese moderno il concetto di reciproco e, in cinese classico, era un deittico distale (quello/a) e un pronome di terza persona (lui, lei). In origine, secondo Xu Shen, significava "avanzare" (往，有所加也). Il carattere è composto dall'incrocio a T con accanto la chiave di lettura della carcassa scuoiata per indicare la pelle. I significati in cinese classico derivano da prestiti fonetici, a meno che nella deissi distale si vede un qualche riferimento con il significato originale, siccome coinvolge una distanza percorsa e un luogo abbandonato per raggiungerne un altro. |
| 徒           | 3       | tu2          | tou4          | Indica il concetto di andare a piedi e di disciplina tramite forse il significato intermedio di soldato che si sposta a piedi e la versione originale mostra il radicale del cammino 辵 (un incrocio a T con un piede in movimento) con accanto la terra per indicare la fonetica 土, a meno che rimarchi l'idea del cammino. La versione originale si nota nella variante 𨑡 e nella sua semplificazione 𨑒, a cui si aggiunge la variante arcaizzante 𣥲 che mostra una fusione parziale della terra con il piede, tale per cui sembra di vedere il radicale dell'incrocio a T con accanto il concetto di "marciare, correre". |
| 御           | 3       | yu4          | jyu6          | Indica il concetto di imperiale e di governare e in origine indicava il cocchiere: è composto dal radicale dell'incrocio a T con accanto 卸 xie4, ovvero 午 (in origine il radicale del filo per indicare la frusta o le briglie) e in basso, come aggiunta successiva l'impronta del piede 止 per indicare il movimento (siccome indica in tale contesto l'impronta sul terreno del cavallo, il piede raffigurato non è umano). Accanto, è presente la persona inginocchiata, in questo caso un cocchiere. Riguardo alla chiave di lettura, Xu Shen scrive 卸，舍车解马也: la chiave di lettura, secondo il significato che riporta, indicava il carro fermo e il cavallo che dunque veniva slegato. Quanto a tutto il carattere yu4, Xu Shen riporta la variante arcaica 馭, che mette insieme un cavallo con accanto la mano destra, e spiega che significava "guidare i cavalli" (使馬也。从彳从卸。馭，古文御从又从馬). |
| 怒           | 3       | nu4          | nou6          | Indica la rabbia ed è composto dal radicale del cuore/mente con sopra la chiave di lettura 奴 nu4, che indica lo schiavo (una donna inginocchiata con una mano destra accanto, quindi una schiava catturata; in caratteri simili, la mano solitamente tiene ferma la persona per la testa tenuta china verso il basso o, secondo interpretazioni simili, la tiene ferma per esempio per i capelli. In delle versioni della chiave di lettura, non si vedono le braccia della donna perché probabilmente non si vedono in quanto sono legate dietro alla schiena). Quindi tutto il carattere indica la rabbia covata dagli schiavi. |
| 恥 [耻]      | 3       | chi3         | ci2           | Indica il concetto di vergogna e umiliare e la versione originale del carattere mostra la chiave di lettura dell'orecchio 耳 (indica alla lontana la pronuncia) accanto al radicale del cuore/mente, a indicare l'atto di ascoltare un'umiliazione e reagire fisicamente e/o emotivamente provando vergogna (non si vedono lame e simili che accennano all'orecchio sinistro dei prigionieri di guerra, che comunque gli veniva tagliato non tanto per umiliarli, ma per marchiarli a vita come schiavi; in altri casi, come già accennato, i caratteri mostrano come venivano accecati sempre con un coltello per marchiare i prigionieri). In cinese si usa un diverso carattere, in cui la chiave di lettura forse deriva da una stilizzazione fuorviante. |
| 押           | 3       | ya1          | aat3          | Indica il concetto di firmare, arrestare e accompagnare ed è composto dal radicale della mano accanto alla chiave di lettura del guscio di tartaruga; il tratto lungo verticale è un'aggiunta successiva; oggi indica anche l'armatura e il primo Tronco Celeste. Pertanto, la firma è un qualcosa che fa da scudo/garanzia in un patto messo nero su bianco su un documento pubblico. Anticamente finiva in *-t. |
| 横           | 3       | heng2        | waang4        | Indica il concetto di orizzontale ed è il radicale dell'albero con accanto la chiave di lettura del colore giallo forse per indicare alla lontana il concetto di terreno. In origine indicava la soglia della porta (cioè la striscia di legno per terra in un ingresso), il che spiega da cosa derivi il significato moderno e come mai si trovi un riferimento al legno accanto al terreno. |
| 犯           | 3       | fan4         | faan6         | Indica il concetto di commettere un crimine e di criminale ed è composto dal radicale del cane a lato con accanto 巳, ma in alcune suddivisioni la chiave di lettura viene indicata come 𢎘 han4 (< *-m), che si nota nella versione arcaica 𤜛. Il disegno originale mostra un cane che aggredisce una persona inginocchiata, forse un criminale catturato. Se si prende la chiave di lettura han4 come carattere a sé (indica la pronuncia, ma potrebbe essere una sostituzione a partire da un carattere precedente), ci si allontana dal disegno originale: han4 è il pittogramma della gemma di un fiore (嘾也。艸木之華未發圅然。象形). Il disegno originale della gemma è simile alla parte superiore di 卫 (senza il tratto orizzontale in basso) e assomiglia a un ramo leggermente curvo con una gemma in cima, una forma che comunque non è completamente chiusa. Ma la gemma, se si osservano le prime versioni del carattere 犯, è molto simile alla forma molto stilizzata dell'uomo in ginocchio (in questo carattere, appariva molto stilizzato e simile a 弓, a sua volta simile a 𢎘 < 卫 e al pittogramma del feto; poi è mutato in 巳, oggi aperto in cima). Questa spiegazione dovrebbe delucidare meglio la scomposizione talvolta proposta, che coinvolge 𢎘. Xu Shen spiega 侵也。本謂犬。叚借之謂人。从犬巳聲, quindi dice di individuare 巳 e sostiene che in origine il carattere indicava il cane, esattamente come 犬 (oggi 狗). |
| 疲           | 3       | pi2          | pei4          | Indica il concetto di debolezza (ma non di malattia, 病) ed è formato dal radicale del letto del malato 疒 con sotto la chiave di lettura 皮 pi2. Essa indica la sola pronuncia, a meno che indichi come la stanchezza si manifesti concretamente in superficie se si prende la pelle come concetto astratto di "apparenza, parvenza". Quanto al radicale, indica un letto su cui si sdraia una persona malata, il che indica che la stanchezza è causata dalla malattia o viene paragonata ad essa. Xu Shen si limita a indicare il concetto di lavoro e stanchezza, indicati dallo stesso carattere (勞也。从疒皮聲). |
| 盗 < 盜      | 3       | dao4         | dou6          | Indica il concetto di rubare e, nella versione originale, è formato da 㳄 sopra un contenitore con sostegno 皿. Indica o un uomo che si lava sopra una bacinella (con un qualche lontano riferimento alla merce rubata e nascosta e/o alle prove nascoste di un furto avvenuto) o, se si collega all'origine del carattere 次 e all'interpretazione dei due tratti come uno sputo, è un uomo che sputa in un vaso forse per alludere a un patto tra criminali. La terza interpretazione è data da Xu Shen: 私利物也。从㳄，㳄欲皿者. Quindi, la saliva indica in modo molto fisico il desiderio provato di fronte a un vaso interessante (次 peraltro significava anticamente l'atto delle truppe di stazionare in un posto, secondo quanto attestato nello Zuo Zhuan). Se il significato non deriva dal fatto che un gruppo di persone di basso rango devono eseguire gli ordini e/o non era attestato durante il periodo Han, si può collegare all'atto di stare completamente fermi in un posto). Lo stesso uomo inginocchiato che sbuffa è presente pure in 欲 yu4, che indica il desiderio molto forte e fisico. L'interpretazione del carattere è incerta. Tale carattere è composto dalla chiave di lettura della valle con accanto l'uomo in origine in ginocchio che sbuffa con la bocca spalancata. La chiave di lettura presumibilmente indica la sola pronuncia, a meno che si lega a altre ipotesi. Secondo una glossa allo Shuowen Jiezi, 非欲之外有理也, ovvero tutto ciò che è al di fuori del desiderio è razionale, a indicare come il desiderio sia collegato all'irrazionalità e alla perdizione. In più discrimina tra il volere del Cielo e il volere dell'uomo: 欲而當於理。則爲天理。欲而不當於理。則爲人欲. Il volere, se riferito al Cielo, è razionale; il volere dell'Uomo è irrazionale. Sempre stando a questa glossa, la variante 慾 (radicale del cuore/mente) è successiva e introduce una distinzione tra un carattere senza cuore/mente e un altro carattere nuovo, di cui si accenna a una spiegazione che rimanda a un concetto del Lunyu: 古有欲字、無慾字。後人分別之、製慾字。殊乖古義。論語申棖之欲、克伐怨欲之欲。一从心、一不从心。Infine, la glossa offre una prima ipotesi sulla presenza della valle: 欲从欠者、取慕液之意。从谷者、取虛受之意. Sarebbe dunque la persona che sbava con accanto la valle per indicare una sensazione di vuoto che deve essere colmata. Una seconda ipotesi invece rimanda a una zona geologica impervia da attraversare. Una variante del carattere, 𡟔, indica una donna affascinante inginocchiata, una persona in ginocchio che saliva o sbuffa e sotto la bocca spalancata. |
| 眠           | 3       | mian2        | min4          | Indica il sonno con un riferimento agli occhi chiusi che non vedono ed è formato dal radicale dell'occhio con accanto la chiave di lettura del popolo; tale componente in origine è il disegno di un occhio accecato da una lama in basso per indicare che non si vede nulla nel sonno, a occhi chiusi. |
| 緒 [绪]      | 3       | xu4          | seoi5         | In origine indicava la fine/punta di un filo (oggi indica il concetto generico di inizio) ed è formato dal radicale della seta/filo con accanto la chiave di lettura della canna da zucchero per la sola pronuncia, a meno che si immagina come la contrazione del carattere 诸 zhu1, che ha una pronuncia più vicina e significa "molti", forse a indicare alla lontana più punte di più fili messe insieme. Lo stesso radicale del filo, cioè il pendaglio di bozzoli di baco da seta (o, secondo un'altra interpretazione, due gruppi di fili intrecciati a spirale che danno la falsa impressione di disegnare dei pallini) mostra un pendaglio di fili in basso. |
| 罪           | 3       | zui4         | zeoi6         | Indica il concetto di crimine e la versione originale è 辠 (variante 𦤖): è il naso in forma arcaica con sotto il coltello per marchiare i prigionieri. In origine indicava l'atto di tagliare il naso come punizione. Xu Shen nella definizione scrive 犯法也。从辛从自，言辠人蹙鼻苦辛之憂。秦以辠似皇字，改爲罪, cioè indica che il carattere 罪 è nato durante il periodo Qin. Una glossa aggiunge 罪本訓捕魚竹网, per cui collega questo carattere non al taglio del naso, ma a una rete di bambù per pescare pesci. Quanto invece alla versione attuale, scrive 捕魚竹网。从网、非。秦以罪爲辠字, a cui si aggiunge la glossa 竹字葢衍。小徐無竹网二字。聲字舊缺，今補。本形聲之字，始皇改爲會意字也。文字音義云：始皇以辠字似皇，乃改爲罪。按經典多出秦後，故皆作罪。罪之本義少見於竹帛。小雅：畏此罪罟。大雅：天降罪罟。亦辠罟也。In sintesi, si spiega che durante il periodo Qin, in cui governava il primo Imperatore cinese, Qin Shi Huangdi, il carattere si è modificato in 罪 (varianti 𡈚 e 𦋛). Secondo l'apparenza immediata, si nota la rete in alto con in basso le ali spiegate per indicare il concetto di errore, colpa, sbaglio, quindi si accenna alla cattura di qualcuno che ha commesso un crimine. Xu Shen invece lo interpreta come la cattura di un pesce con una rete fatta di fibre di bambù e in origine indicava proprio l'atto di pescare con questa rete particolare. Senza stare a pontificare sul significato di 罪 al tempo della dinastia Han, questo carattere dal punto di vista grafico (è attestato nella grafia del Piccolo Sigillo) non indica un pesce ma le ali di un uccello, il che sembra più indicare la cattura di un uccello. Comunque, questo carattere è stato sostituito a 辠 dall'Imperatore Qin. Secondo l'affermazione di Xu Shen, 秦以辠似皇字, cioè l'ideogramma di "Imperatore" (huang2) è stato preso come quasi-sinonimo dall'Imperatore Qin in "taglio del naso", forse a indicare che l'Imperatore era colui che amministrava le pene o indica che Qin è passato alla storia come un sanguinario: lui stesso aveva fatto seppellire vivi 300 studiosi confuciani e aveva fatto bruciare le opere di filosofie non confuciane siccome era avverso al confucianesimo e preferiva il legismo di Han Feizi. |
| 腹           | 3       | fu4          | fuk1          | Indica la pancia/addome e si nota nel vocabolo giapponese "seppuku", che indica il suicidio tramite taglio dell'addome ed era tipico dei generali che perdono una battaglia. Da questo vocabolo si ricostruisce anche un suono bilabiale e uno stop senza rilascio udibile di suono *-k in primo cinese medio. In senso lato, indicava la propria mente e interiorità, cioè un posto che contiene i propri pensieri (oggi invece questo senso figurato è dato al cuore: 心里), e perfino la pancia di un vaso, giara, bottiglia e oggetti di forma simile. Il carattere è composto dal radicale della carne con accanto la chiave di lettura 复 fu2, "ritornare", cioè in origine una zona recintata con una torre in alto e in basso e un piede in basso, che indica il groviglio dell'intestino e del cibo che lo attraversa. Anticamente finiva in *-k. |
| 若           | 3       | ruo4         | joek6         | Indicava il concetto di essere obbediente e in origine mostrava una persona in ginocchio in visione quasi frontale con i capelli in aria e le mani sollevate verso i capelli. Indicava dunque una persona che si pettinava e/o che si scioglieva i capelli lunghi. Successivamente in basso si è aggiunta una bocca spalancata. Tutta la stilizzazione rende la forma originale quasi irriconoscibile: i capelli sono mutati in ciuffi d'erba, in basso si vede una mano che aggiusta i capelli (poi stilizzata come la mano sinistra) e la bocca è rimasta. Forse da questa apparenza ha iniziato a significare pure "tagliare le verdure"; Xu Shen illustra proprio questo significato: 擇菜也。从艸右。右，手也. Le varianti collegate a questo carattere 𦱡, 𦱢, 𧁇 e 𦱶 sono piene di germogli e sarebbero collegate a quest'altro significato (ma l'ultima corrispondenza contiene in basso 冉 ran3, una variante di 冄 ran3, il pittogramma dei baffi. Quindi indicherebbe la capigliatura o simili. Ma il carattere ran3 ha poi iniziato a significare "tenero, debole"). Il significato di "obbediente" contiene il carattere 顺 shun4, che significa anche fluente, che si può di fatto riferire anche ai capelli. Altri significati in cinese classico, come "se; tu" derivano da prestiti fonetici. Questo carattere compare come chiave di lettura in 诺 nuo4, che indica la promessa e da cui si può ricostruire un suono nasale in primo cinese medio. Il carattere tradizionale è 諾 ed è composto dal radicale della parola con accanto "obbediente", si dà la parola a qualcuno e si mantiene la parola obbedendo. In origine significava "dare l'assenso", il che non cambia nulla dell'interpretazione della composizione: indica l'obbedienza alle parole di qualcuno o un segnale verbale di obbedienza. Anticamente finiva in *-k. |
| 込 (kokuji)  | 3       | - - - (~ru4) | - - - (~jap6) | Anche questo è un carattere nazionale giapponese assente in cinese. Si nota il radicale del cammino con accanto la chiave di lettura "entrare", in origine la punta di una freccia o di un arnese appuntito. Non ha una pronuncia nelle lingue diverse dal giapponese, ma si può perlomeno approssimare leggendo la sola chiave di lettura. In giapponese si legge a prescindere "ko" /ko/, senza che la consonante si sonorizzi (in alcune parole in giapponese, per esempio nelle sillabe raddoppiate, può avvenire questa mutazione fonetica che si riflette anche nella scrittura). Riguardo al significato, il vocabolo più diffuso in cui compare è 込む "komu", che indica il concetto di "affollato". Dunque sembra indicare il cammino che porta a un luogo in cui sono entrate/arrivate molte persone, ognuna giunta compiendo il suo cammino. In base alla chiave di lettura pronunciata in primo cinese medio, la sillaba sarebbe dovuto finire in *-p. |
| 逃           | 3       | tao2         | tou4          | Indica il concetto di scappare e evadere ed è formato dal radicale del cammino con accanto la chiave di lettura 兆 zhao4 (variante 𡉵), che indica il presagio. La chiave deriva dal pittogramma di quattro screpolature che si formavano sulle piastre di tartaruga e sulle scapole di bue per effettuare le piromanzie. Il pittogramma è in parte simile al radicale della divinazione. I due tratti in mezzo si sono allungati e incurvati, mentre i due tratti più grossi e esterni si sono rimpiccioliti e stilizzati. Il carattere tao2, con variante arcaizzante 𨓱, indica quindi il cammino con un presagio tale per cui si scappa fisicamente o metaforicamente. La chiave di lettura è presente anche nel carattere 跳 tiao4, che significa "saltare". La chiave di lettura in apparenza indica la pronuncia, ma ha dei legami con 逃 siccome i due anticamente erano intercambiabili. 桃 tao2 infine indica il pesco ed è composto dal radicale dell'albero con accanto la chiave di lettura del presagio avente il solo valore fonetico (per fare le divinazioni con i trigrammi si usavano i rami di achillea millefoglie), a meno che i suoi fiori o simili in qualche modo danno per esempio il presagio dell'avvicinamento della primavera. L'ipotesi del solo valore fonetico è supportata dall'ipotesi di Schuessler (2007) che la parola derivi dalla parola del substrato linguistico che precede il proto-Hmong-Mien *glaau³ᴬ. |
| 途           | 3       | tu2          | tou4          | Indica il concetto di cammino, metodo e prospettive e la sua versione originale è 𣥳: è il radicale del piede, poi modificato in quello del cammino, con sopra la chiave di lettura di una capanna. Quindi o indica un cammino verso una capanna, o la chiave è una contrazione del carattere 涂 tu2, la semplificazione di 塗, che indica il fango. La semplificazione esisteva già come carattere ed era usato come variante di 途; siccome è presente il radicale dell'acqua, il percorso forse attraversava una distesa idrica. Xu Shen indica che indicava il nome di un fiume, che rinforza il concetto di percorso attraversato in barca, zattera o simili e di fango depositato da un fiume: 水。出益州牧靡南山，西北入澠. Il fiume Tu2 oggi si chiama 牛栏江 Niulan Jiang e si trova nello Yunnan e confluisce in quello che anticamente si chiamava Fiume Mian3, che oggi si chiama 金沙江 e si trova nello Shandong. Se il nome di quest'ultimo fiume non deriva da un prestito fonetico, indica che era un habitat di rane. |
| 佛           | 4       | fo2          | fat6          | Oggi si usa per indicare il buddismo tramite l'abbreviazione del vocabolo 佛陀 (che grossomodo in Primo Cinese Medio doveva essere *bjut-da), che trascrive in qualità di prestito fonetico la parola Buddha बुद्ध dal Sanscrito o Pali ("il Risvegliato, l'Illuminato"). In origine, questa sillaba secondo Xu Shen significava 見不審也, cioè "guardare ma non riuscire a scorgere nulla", non riuscire a vedere (una negazione è già presente nella chiave di lettura, che in origine disegnava due pali messi in verticale o oggetti simili legati da una corda per indicare la posizione verticale e l'assenza di separazione o parti sbilanciate in modo indiretto; in origine secondo Xu Shen indicava il concetto di 撟 > 矯 jiao3, cioè "corretto, rettificato; raddrizzare", poi ha iniziato a significare "non"). Quindi è un uomo che non riesce a scorgere qualcosa. Anticamente finiva in *-t. |
| 乳           | 4       | ru3          | jyu5          | Indica il concetto di allattare ed è formato dalla chiave di lettura 孚 fu1 con accanto il radicale del tratto ricurvo a destra. La chiave di lettura, inserita all'interno di questo carattere e dunque considerata non a sé, mostra la mano di una madre che regge il bambino in fasce. Accanto, nella versione originale, si vede la madre inginocchiata mentre è intenta ad allattarlo. Nella semplificazione nei bronzi, la madre muta in un tratto verticale in parte sinuoso e resta una sola mano stilizzata ad artiglio sopra il bambino. La parte a sinistra di questo carattere è visibile anche nel carattere 孵 fu1, "covare (uova); incubare". Il componente a sinistra è luan3 卵, due uova l'una accanto all'altra (la cui variante è 卝, che a sua volta è anche variante del pittogramma dei due codini sulla testa dei bambini piccoli 丱 guan4), con accanto la contrazione del carattere 乳 e dunque un riferimento a un neonato di cui ci si prende cura. Altrimenti, o indica la sola pronuncia o il carattere resta senza spiegazione. Secondo un commento di Xu Shen a questo carattere, 一曰信也 ("uno dice che in passato indicava il concetto di fiducia"); la glossa di Xu Xuan vi aggiunge 鸟之孚卵，皆如其期不失信也, forse intende dire che covano le uova perché hanno fiducia che nasceranno gli uccellini. |
| 仲           | 4       | zhong4       | zung6         | Indica il concetto di centro/mezzo e di secondario riferito a una persona (Xu Shen indica il primo significato, 中也。从人从中) ed è composto dal radicale della persona accanto al carattere che indica il concetto di centro/mezzo, cioè un vessillo con in mezzo un tamburo. |
| 伸           | 4       | shen1        | san1          | Indica il concetto di estendere ed è formato dal radicale della persona (è un'azione riferita al corpo umano, e.g., estendere le braccia) con accanto la chiave di lettura del tuono ramificato oggi fortemente stilizzato e squadrato (con varianti arcaizzanti 𢑚 e 𦥔) per indicare una forma sinuosa e/o allungata. Da sola, la chiave di lettura significava già "estendere". |
| 伺           | 4       | ci4          | zi6           | Indica il concetto di aspettare, spiare e esaminare; Xu Shen indica un significato simile ai primi due: 伺，候望也 ovvero 伺，观望并随时侍奉, cioè osservare qualcuno e nel mentre servirlo, ascoltare gli ordini che poi vengono eseguiti. Il carattere è composto da una persona accanto a un'altra con la bocca spalancata perché intenta a dare ordini ascoltati. |
| 依           | 4       | yi1          | ji1           | Indica il concetto di "dipendere da" e di "obbedire" ed è composto dal radicale della persona dentro al colletto della tunica tradizionale; nella versione moderna si disegna fuori dal vestito, a lato. Il vestito forse indica la sola pronuncia. |
| 傾 [倾]      | 4       | qing1        | king1         | Indica l'atto di inclinare la testa ed è formato dal radicale della persona accanto alla chiave di lettura 頃 qing3, che era la forma originale dell'intero carattere: è composto da 匕 (una persona 人 scritta al contrario presente anche in 尼 e 比) con accanto la persona inginocchiata e con la testa in evidenza 頁. 傾 in cinese moderno ha comunque molti più significati, tra cui "collassare". Anticamente aveva la consonante non palatalizzata. |
| 塔           | 4       | ta3          | taap3         | Indica il concetto di torre e pagoda e ha due varianti 墖 e 𩫊 in disuso. Il carattere è composto dal radicale della terra, per indicare un materiale di costruzione, con accanto la chiave di lettura 荅 da2, che indica un piccolo fagiolo e il concetto di "denso": se non è riferito alla morfologia di una torre, indica la sola pronuncia (è composto dal radicale dell'erba con sotto la chiave di lettura del contenitore aperto). L'adozione di questa sillaba deriva da स्तूप stūpa, “stupa”, un prestito dal sanscrito. Oggi questa sillaba in cinese si usa molto per trascrivere i prestiti. Anticamente finiva in *-p. |
| 憎           | 4       | zeng1        | zang1         | Indica il concetto di odiare/detestare ed è un carattere composto dal radicale del cuore/mente a lato con accanto la chiave di lettura dell'utensile per cuocere al vapore, forse a indicare in modo espressivo l'atto di "cuocere" al proprio interno per l'odio. I cinesi antichi rappresentano la rabbia anche attraverso il verbo 生气 sheng1qi4, "arrabbiarsi", cioè fare fumo o innescare un aumento di qi. Il vocabolo è attestato nel Sogno della camera rossa di Cao Xueqin. Un altro vocabolo è 发火 fa1 huo3, che in senso letterale è riferito a infiammazioni e herpes, ma che in senso figurato indica la rabbia. Il terzo, 发脾气, si può immaginare alla lontana come la bile che sale, siccome contiene un riferimento alla medicina tradizionale cinese, al qi del pancreas. Quest'ultima espressione è attestata nel Wenming Xiaoshi 文明小史 di Li Baojia 李宝嘉, 1905. |
| 昇 [升]      | 4       | sheng1       | sing1         | Indica il concetto di sorgere (riferito in primis al sole) ed è composto dal radicale del sole con sotto il pittogramma del mestolo con cui si misurava una quantità di grano pari a uno sheng1, cioè "un decimo di dòu/decalitro" (un litro di grano). Secondo lo Xiao Erya 小尔雅, un litro di grano era due ju1: 两匊谓之升. Un ju1 era una quantità di qualcosa che poteva essere raccolta con entrambe le mani. Almeno un misurino sheng1 reperito dagli archeologi aveva la forma quadrata ed era in bronzo. In più, questo carattere veniva già usato forse come prestito fonetico per indicare il concetto di ascendere, poi differenziato con l'aggiunta del sole. Nel cinese moderno, i due caratteri sono tornati a convergere siccome il sole è stato tolto dalla variante. Quanto a 匊, si nota il radicale della placenta che avvolge il riso, ma nella primissima versione si nota un braccio piegato all'altezza del gomito di forma simile alla placenta stilizzata che avvolge il riso, come a indicare una grossa quantità di riso afferrata. Da questo carattere deriva direttamente 掬 ju1, che ha lo stesso significato. Se si prende la definizione dello Xiao Erya, il litro di grano era pari a due manciate con entrambe le mani di grano o simili cereali (si pensi al riso). Il riso afferrato è presente oggi come chiave di lettura nell'ideogramma che indica il crisantemo, ju2 菊 (radicale dell'erba in cima), da cui si ottiene il tè di crisantemo. La chiave di lettura, se non si limita a indicare la pronuncia, forse si riferisce alla grossa dimensione dei fiori, che sbocciano in autunno. Il genere di fiori che appartiene al crisantemo è nativo della Cina e simbolizza l'Imperatore siccome è ritratto nel sigillo imperiale. |
| 珍           | 4       | zhen1        | zan1          | Indica il tesoro e il concetto di prezioso/di valore ed è composto dal radicale della giada con accanto la chiave di lettura 㐱 zhen3, ovvero una persona con sotto la ciocca di capelli/ornamento. Veniva usato come alternativa a 鬒 zhen3 e entrambi indicano i capelli folti. Quindi un tesoro è un insieme corposo di cose preziose. La chiave di lettura dei capelli folti è presente anche in 诊 zhen3 (versione tradizionale 診), che significa "esaminare (un paziente), diagnosticare"; forse la chiave di lettura indica la sola pronuncia, a meno che è un riferimento a un "ornamento" siccome alcune malattie danno dei segnali sul corpo. Xu Shen indica come significato originale 視也, "osservare". Infine, la chiave di lettura è presente anche nel carattere 疹 zhen3, che indica il morbillo (radicale della malattia). La chiave forse indica la sola pronuncia, a meno che le bolle sul corpo vengono considerate in senso lato come un "ornamento" del corpo. |
| 畜           | 4       | chu4         | cuk1          | Indica il concetto di nutrire (riferito agli animali allevati) e di coltivare ed è formato dalla chiave di lettura per la sola pronuncia della corda di arco 玄 e sotto il radicale del campo coltivato 田 (nella prima versione ogni quadrante aveva un punto). Se il carattere si lega al significato di "nutrire", la parte in alto di contro si può collegare a un possibile riferimento alla nutrizione dei bachi da seta nella sericoltura. Tuttavia, in base alla versione nelle ossa oracolari, il campo in basso è in realtà il falso amico di un sacco rilegato con una corda alle due estremità (東). Tutto il carattere si trova come chiave di lettura in 蓄 xu4, che significa "accumulare; crescere (animali domestici)". Il primo significato è quello attestato da Xu Shen: 積也. Indica quindi l'erba o simili (e.g. la paglia come sottoprodotto agricolo) che viene accumulata dopo che si lavora nei campi o per nutrire gli animali d'allevamento. Anticamente finiva in *-k. |
| 療 [疗]      | 4       | liao2        | liu4          | Indica il concetto di terapia e nella versione originale è composto dal radicale del letto del malato con la chiave di lettura 尞 liao2 (variante arcaizzante più chiara 𡼷), cioè l'albero 木 (stilizzato come un fuorviante 大 in cima) con dei punti intorno per indicare le fiamme e dunque il legno o combustibile usato per il fuoco sacrificale. Successivamente è stato aggiunto il fuoco in basso 火 come enfasi e, in mezzo ai due o sotto i due, nelle iscrizioni nei bronzi è stato aggiunto 吕 lǚ per indicare la pronuncia. Questo componente si è poi stilizzato in 日, per cui in basso sembra di vedere 炅 jiong3, che significa "brillante" (sole + fuoco). In 燎 liao2, che indica il concetto di bruciare, la continuità di significato è evidente, mentre in "terapia" indica forse l'arsura interna per la malattia, altrimenti indica un sacrificio col fuoco fatto per fare guarire un malato. Oggi la chiave di lettura in Cina viene sostituita con il bambino completamente fasciato, quasi a indicare che il malato è un bambino in fasce nel letto. |
| 県 [縣 > 县] | 4       | xian4        | jyun6         | Indica la contea (in Cina, il carattere si usa in riferimento alle aree rurali in contrasto con i quartieri urbani 区 qu1). In origine, il disegno mostrava un albero con una corda a cui era appesa una testa stilizzata come un occhio enorme, a cui poi si sono aggiunti dei peli per indicare le ciglia o i capelli. Il carattere indicava un'impiccagione. Una versione successiva mostra una testa decapitata appesa rivolta verso il basso a un ramo di albero con una corda. Questa conformazione si collega alla testa decapitata e appesa come punizione in 𥄉 jiao1, formato da 𩠐 (versione arcaica di 首) messo sottosopra. Dopodiché, le componenti si sono modificate come disposizione: in 縣 si nota che la testa si è semplificata in un occhio con un tratto in basso per stilizzare i peli, in basso si vede un alberello totalmente stilizzato (si ottiene dunque 県) e accanto si vede il radicale del filo con un tratto ricurvo aggiunto in alto (系). Siccome la parte a sinistra del carattere tradizionale è molto laconica e stilizzata, è quasi completamente fuorviante. Il significato originale di "appendere" resta in 懸 xuan2 (versione semplificata 悬, variante 𢝝, non attestato nello Shuowen Jiezi), che significa anche "ansioso" perché c'è una situazione sospesa, il che si lega bene al radicale del cuore/mente. Il carattere originale è stato preso come prestito fonetico per indicare la contea. Questa spiegazione si ritrova già nella glossa di Xu Xuan in 縣: 臣鉉等曰：此本是縣挂之縣，借爲州縣之縣。今俗加心，别作懸，義無所取。文二. Un'altra glossa aggiunge: 古懸挂字皆如此作. Siccome ne parla Xu Xuan, il carattere era attestato durante la Dinastia Tang. Si ritrova pure nel Dizionario Kangxi, che riporta proprio 本作縣. Nella semplificazione 县, si nota ancora in minima parte la testa con sotto un accenno all'albero: sparisce il filo/corda a destra. |
| 砂           | 4       | sha1         | saa1          | Indica la sabbia ed è una variante di 沙, carattere usato in Cina. In entrambi, si vede la chiave di lettura dei quattro granelli di sabbia stilizzati. Nella versione cinese, attestata nello Shuowen Jiezi, si nota poi il radicale dell'acqua per indicare una distesa idrica accanto alla sabbia. La seconda versione, non attestata nello Shuowen Jiezi ma attestata nel Dizionario Kangxi, ha il radicale della pietra, per indicare come la sabbia si ottenga dalla pietra distrutta dall'azione dell'acqua e delle intemperie. |
| 磨           | 4       | mo2          | mo4           | Indica il concetto di macinare e, in origine, indicava una macina in pietra; Xu Shen la indica come 石磑也. Il carattere è indicato dal radicale della pietra sormontato dalla chiave di lettura dei fasci di canapa stipati sotto un riparo per indicare forse il concetto di ruvido, siccome le foglie di canapa sono ruvide e irregolari. Pertanto, indica o la superficie ruvida della pietra o alla lontana rimanda al concetto di sfregare (e forse di macinare per esempio la canapa). |
| 祈           | 4       | qi2          | kei4          | Indica il concetto di pregare ed è composto dal radicale dell'altare sacrificale con accanto un'ascia, il che sembra rimandare a un sacrificio. Tuttavia, la versione originale è 𣄨 qi2: si nota un'asta (in origine mancante) con un vessillo nel vento, il bastone a Y con le due pietre montate in cima (un'arma per andare a caccia o in guerra) e a destra l'ascia. La semplificazione deriva dalla sostituzione di un carattere già esistente, che Xu Shen descrive come 求福也 ("cercare la prosperità", con un qualche riferimento agli spiriti degli antenati ingraziati con rituali sacrificali). Quanto al carattere originale, il Dizionario Kangxi spiega 音義同祈, cioè che il suono/pronuncia e il significato sono uguali a祈, quindi la ricerca della prosperità nel carattere originale non rimandava alle cerimonie sacrificali ma alla guerra di conquista. |
| 移           | 4       | yi2          | ji4           | Indica l'atto di migrare e di trapiantare (significato originale) ed è composto dal radicale del cereale accanto alla chiave di lettura "molto", a indicare un gran numero di piante trapiantate e accorpate nello stesso terreno coltivato. Xu Shen illustra questo significato (禾相倚移也), ma aggiunge 一曰禾名, cioè il fatto che in passato indicava il nome di un cereale. Una glossa di Xu Xuan riporta 臣鉉等曰：多與移聲不相近，蓋古有此音: la chiave di lettura duo1 indicava la pronuncia antica dell'intero carattere prima che essa evolvesse in primo cinese medio e nelle lingue sino-xeniche. in cinese antico, 多 e 移 secondo la ricostruzione Baxter-Sagart (2014), si pronunciavano rispettivamente *[t.l]ˤaj e *laj. |
| 筒           | 4       | tong3        | tung4, tung2  | Indica il cestino e, in origine, una sezione di una canna di bambù spessa ed è composto dal radicale delle canne di bambù con in basso la contrazione del carattere 洞, che indica la cavità. Una sua variante è 筩. |
| 純 [纯]      | 4       | chun2        | seon4         | Indica l'orlo di un tessuto e il concetto di purezza e semplicità ed è formato dal radicale della seta con accanto il virgulto che indicava in origine la primavera. In origine, secondo Xu Shen, indicava la seta: 絲也. Il colore è collegabile ai bozzoli di baco da seta recenti, la cui tonalità è pura e intensa e ai germogli, siccome il colore è puro. |
| 肩           | 4       | jian1        | gin1          | Indica la spalla e l'apparenza è fuorviante siccome in cima era disegnata una spalla muscolosa con braccio di un uomo inquadrato in visione frontale. Già in partenza la spalla era stilizzata in modo simile a una porta a un battente. In basso è presente il radicale della carne. Anticamente aveva la consonante non palatalizzata. |
| 腕           | 4       | wan4         | wun2          | Indica i polsi ed è composto dal radicale della carne accanto alla chiave di lettura 宛 wan3, che significa "ricurvo". La chiave di lettura è composta da un tetto con sotto la falce di luna e una persona inginocchiata; in origine era disegnata come 夘. Forse la chiave di lettura indica che la persona è piegata a dormire sul letto o ricurva come una falce di luna. Xu Shen spiega che la chiave di lettura indicava l'erba che cresce ricurva, incurvandosi su se stessa (屈草自覆也), ma nel disegno non ci sono elementi che indicano che in origine si usava per riferirsi alla morfologia dell'erba. 夘 yuan4 in dialetto Teochew indica l'atto di dormire, quindi il Teochew ricollega la chiave di lettura proprio all'essere piegati durante il sonno sotto a un tetto. |
| 蒸           | 4       | zheng1       | zing1         | Indica il concetto di cuocere al vapore e, in origine, indicava una torcia fatta da fibre di canapa o bambù date alle fiamme. Il carattere è composto in cima dal radicale dell'erba, mentre in basso è presente la chiave di lettura 烝 zheng1, che era la forma originale dell'intero carattere. Pertanto, in origine, era il radicale del fuoco in basso con in alto 丞 cheng2, cioè una persona inginocchiata nel mezzo (stilizzata come 了) con accanto due mani e in origine circondata dal radicale della buca (oggi resta solo un tratto orizzontale in basso). In origine indicava una persona tirata fuori da una buca e significava "aiutare". Il significato originale rimane preservato nel carattere 拯 zheng3, "salvare", che presenta il radicale della mano a lato. Da questa chiave di lettura deriva il carattere 承 cheng2, ancora in uso: in questo carattere, la mano è stata aggiunta come 手 in basso. Poi si è semplificata in tre tratti (le dita) fuse con il corpo dell'uomo in ginocchio ormai stilizzato. In 烝 (variante 𤇶) dunque si indica la torcia e in più, secondo Xu Shen, le lingue di fuoco che si sollevano in aria (火气上行也) con il fuoco in basso, mentre in alto si indica forse il concetto di sollevare, con un parallelismo all'uomo sollevato e tirato fuori dalla buca. In 蒸 dunque si indica sempre la torcia di canapa e il concetto di cuocere al vapore con le lingue di fuoco sotto al radicale dell'erba per indicare la canapa. Xu Shen nello Shuowen Jiezi illustra che il carattere indica questo tipo di torcia: 折麻中榦也。从艸烝聲。䒱，蒸或省火). |
| 補 [补]      | 4       | bu3          | bou2          | Indica il concetto di rammendare/riparare e compensare ed è composto dal radicale del vestito accanto alla chiave di lettura di un germoglio che spunta in un campo, fu3; la chiave di lettura è passata a indicare il giardino e il concetto di lussureggiante. La chiave di lettura è stata usata pure per indicare il concetto di "grande, esteso". Dalla pronuncia dell'intero carattere si ricostruisce un suono bilabiale riferito all'intera chiave di lettura e risalente al primo cinese medio. |
| 触 < 觸      | 4       | chu4         | zuk1          | Indica il concetto di toccare e la sua semplificazione 触 è già attestata nel periodo Ming e nel Dizionario Kangxi. La semplificazione anticamente era un carattere a sé e indicava un pesce bianco con la coda rossa, forse perché confuso con 𩶥 (oggi 魧); essa è composta dal pittogramma del corno accanto all'insetto (in origine, il pesce accanto all'insetto). Quanto al carattere tradizionale, è il pittogramma del corno con accanto 蜀 shu3, che indicava lo Stato di Shu (dove oggi c'è il Sichuan, che infatti come abbreviazione usa il suo nome storico). Secondo Xu Shen, in origine indicava il bozzolo di baco da seta: 葵中蠶也。从虫，上目象蜀頭形，中象其身蜎蜎, ma la descrizione è errata siccome il carattere in realtà indica il baco da seta. 蜀 è composto in cima da una forma simile a un occhio (la testa del baco) con sotto un tratto ricurvo, che è il suo corpo. Successivamente si è allargato per ospitare al suo interno il radicale del serpente/animale senza le zampe per riferirsi al corpo del baco da seta. Dalla stilizzazione e squadratura di tutti i componenti si ottiene 蜀. Quindi "toccare" è il corno con accanto il baco da seta per indicare la sola pronuncia. Il corno deriva dal fatto che il significato originale dell'intero carattere è "cozzare, urtare; resistere; controllare un animale per le corna": 抵也, a cui una glossa aggiunge 牴也。牛部曰。牴、觸也. In 牴, Xu Shen spiega proprio 觸也. La stessa chiave di lettura è visibile nel carattere 獨 du2 (versione semplificata 独) per indicare il figlio unico e la solitudine e isolamento. Il cane, secondo Xu Shen, è presente come radicale perché è contrapposto alle capre, che tendono a mettersi in branco. Il cane, di contro, può stare da solo (犬相得而鬬也。从犬蜀聲。羊爲羣，犬爲獨也). La chiave di lettura del baco da seta spiega che il baco si isola da solo nel bozzolo, prodotto da due ghiandole nel suo corpo e tessuto di solito sui rami secchi, per trasformarsi in una falena bianca detta "bombice del gelso", Bombyx mori. La chiave di lettura del baco da seta compare anche nel carattere 屬 shu3, oggi 属, che significa "tipologia; appartenere; collegare": è una coda 尾 wei3 stilizzata con sotto il baco, per indicare il collegamento tra corpo e coda e il filo rilegato che forma il bozzolo. Ritorna pure in 濁 zhuo2, oggi 浊, per indicare il concetto di torbido, con un qualche riferimento all'acqua sporca. Ma in origine indicava il nome di un fiume: secondo Xu Shen, 水。出齊郡厲嬀山，東北入鉅定, oggi chiamato 北阳水 (si origina nello Shandong). Nella semplificazione, si usa come chiave il serpente velenoso/animale senza le zampe/insetto. Infine in 燭 zhu2, oggi semplificato in 烛, indica la candela e lo stoppino. La chiave di lettura forse indica gli stoppini realizzati con il tessuto. La chiave di lettura dell'insetto è fuorviante e dà l'impressione di vedere dei moscerini intorno a una fonte luminosa. Infine, il carattere 绸 chou2 (versione tradizionale 綢) indica la seta ed e composto dal radicale della seta accanto alla chiave di lettura 周 zhou1 (versione arcaizzante 𠱬), che indica il nome della terza dinastia pre-imperiale conosciuta nella storia della Cina e, secondo Xu Shen, significava "meticoloso" (密也。从用口). Indica pure la circonferenza. Lo stesso carattere indicava la settimana come variante semplificata (lo Zhengzitong spiega 週，俗周字). La versione originale è distinta siccome ha il radicale del cammino, 週, e accenna a un periodo di tempo ciclico. La chiave di lettura sarebbe il disegno di un campo coltivato e pieno di piante inquadrato dall'alto e poi stilizzatosi fin dai tempi molti antichi. In basso si è poi aggiunta una bocca spalancata per indicare che era diventato un nome di dinastia. Nel carattere che indica la seta, si rimanda alla seta dei bozzoli e al fatto che è arrotolata fino a formare un bozzolo tondeggiante (comunque il baco avvolge il filo con dei movimenti a forma di "8"). Anticamente finiva in *-k. |
| 詰 [诘]      | 4       | jie2         | kit3          | Indica il concetto di interrogare, fare domande ed è composto dal radicale della parola con accanto un carattere che indica "ingraziarsi gli antenati", siccome è il pittogramma di un'ascia rituale di giada con sotto una bocca aperta. In alternativa, è la contrazione del carattere 结 jie2, che indicava l'atto di legare e oggi indica anche la conclusione. Se non indica la sola pronuncia, indica l'atto di chiedere qualcosa agli spiriti degli antenati, per esempio come supplica. Anticamente aveva la consonante non palatalizzata e finiva in *-t. |
| 誌 [志]      | 4       | zhi4         | zi3           | Indica il concetto di memorizzare e di annali e, in cinese moderno, è in disuso perché converge in 志. Si nota il radicale della parola accanto a quello che in origine era 𢗍, cioè un'impronta di piede rivolta verso l'alto (之 zhi1, che indica anche la pronuncia) con sotto il cuore/mente per indicare l'ambizione, determinazione e l'obiettivo, cioè qualcosa verso cui si procede. A sua volta 志 in passato era intercambiabile con 識 (oggi 识), che indica "mettere un segno; ricordare". Se si interpreta la chiave di lettura come 識, il carattere è immediatamente chiaro: è la parola per indicare che si racconta qualcosa o si ascolta qualcosa di raccontato con accanto il concetto di "mettere un segno, ricordare" per indicare la scrittura degli annali e di documenti che registrano un evento. |
| 貯 [贮]      | 4       | zhu4         | cyu5          | Indica il concetto di accumulare/immagazzinare ed è composto dal radicale della conchiglia accanto al carattere 㝉, che a sua volta deriva da un'amputazione in basso del carattere nella versione originale 宁 zhu4. La chiave di lettura esisteva già come carattere a sé e oggi viene usata anche per semplificare 寧 ning2. 宁 viene descritto da Xu Shen come 辨積物也。象形, cioè differenziare/separare ciò che è stato accumulato ed è la forma originale del carattere in esame. Il disegno originale di 宁 assomiglia a 中 ma non ha il trattino verticale dentro alla forma chiusa (tutto il resto del tratto verticale si conserva). Xu Shen non spiega cosa rappresenti, ma una glossa avanza un'interpretazione: 其旁有禦，其下有阯，其上有顚，辦積之形也. Sembra una scansia di mensola dalla forma quadrata o, più probabilmente, una cassetta di legno di forma quadrata e inquadrata dall'alto, fatta per ospitare oggetti all'interno. La stilizzazione 宁, tale per cui le due componenti già in partenza si scollano, è fuorviante se si collega a 寧. Il carattere odierno deriva dall'inserimento, in una delle varianti, di una conchiglia nella scatola; poi è stata disegnata sotto la scatola inquadrata dall'alto e infine si è spostata accanto al carattere. 寧 come carattere a sé invece indica il concetto di "sereno, pacifico" ed è un tetto accogliente con sotto il cuore/mente, un contenitore forse con del cibo e sotto un tavolino (a meno che si intenda come un vaso sacrificale sopra un altare a T). Indica il concetto di sicurezza come accoglienza e possibilità di soddisfare i bisogni primari, oppure la sicurezza come il risultato degli spiriti degli antenati ingraziati con i rituali sacrificali. Il cuore non era presente nella prima versione (una versione in cui è quasi assente è 寕). In alcune varianti, è stato tolto in tavolino o altare per fare spazio al cuore: 寍. |
| 贈 [赠]      | 4       | zeng4        | zang6         | Indica il concetto di regalare ed è composto dal radicale della conchiglia con accanto la contrazione del carattere 增, cioè aggiungere, per indicare dunque qualcosa di prezioso che è dato a qualcuno. |
| 跡 [迹, 蹟]  | 4       | ji4          | zik1          | Indica il concetto di traccia/impronta e di resto (e.g., resti archeologici), la sua variante arcaica 蹟 e una seconda seconda variante è 𨒪, evoluta in 𨒏 e infine in 迹. Xu Shen nello Shuowen Jiezi tratta sia 蹟 che 迹; infine, è stata coniata la variante 跡, attestata nel Guangyun e nel Dizionario Kangxi; questa variante è usata in giapponese. Questo carattere è composto dal radicale del piede, che indica un'impronta umana o simili, con accanto la chiave di lettura 亦 yi4 (versione originale 𡗕), cioè un uomo con le braccia distese e inquadrato frontalmente 大 con due tratti sotto le ascelle, forse due gocce di sudore o due tratti per focalizzare l'attenzione sulle ascelle. La chiave di lettura, che in cinese classico significa "anche; già", in origine indicava le ascelle, oggi 腋; in alternativa indica i fluidi corporei, incluso il sudore, oggi 液. La chiave degli ultimi due caratteri, 夜 ye4, indica la notte ed è composta da 亦 per la sola pronuncia con accanto una luna 夕. La stilizzazione rende i componenti irriconoscibili, ma la variante arcaizzante 𡖍 rende il disegno più chiaro e permette di evitare le etimologie folk (la parte in cima simile a un coperchio viene spesso scambiata per un tetto). Una variante di questo carattere è 亱, in cui la luna muta in un sole che sorge, l'alba. 跡 ha la chiave di lettura che indica la sola pronuncia. Il carattere 蹟 possiede in cima il pittogramma di una spina 朿, oggi irriconoscibile (ma riconoscibile nella variante arcaicizzante 𧵩). Anticamente finiva in *-k. |
| 踊 [踴]      | 4       | yong3        | jung2         | Indica il concetto di saltare ed è formato dal radicale del piede/gamba con accanto la campana di bronzo, che sarebbe una contrazione di 涌 yong3, che indica un piccolo fiume (radicale dei flutti d'acqua). La versione 踊 è attestata nello Shuowen Jiezi, mentre la variante 踴 non è attestata nello Shuowen Jiezi ma è attestata nel Dizionario Kangxi, quindi è posteriore; nella variante, si aggiunge il pittogramma dell'aratro in basso. La versione originale sembra indicare un salto oltre un piccolo fiume, mentre la seconda versione sembra indicare il coraggio nel fare un salto che in un modo o nell'altro è pericoloso. |
| 軒 [轩]      | 4       | xuan1        | hin1          | In origine indicava un carro particolare (Xu Shen lo definisce come 曲輈藩車 ovvero 有隆曲顶盖的车) con le tende e un tetto di forma ricurva. Nel lessico letterario, indica una finestra o una porta. Il carattere è composto a sinistra dal radicale della ruota del carro, mentre a destra contiene gan1 come chiave di lettura per indicare la sola pronuncia, a meno che abbia un qualche riferimento alle caratteristiche del carro siccome la chiave di lettura ha molti significati: scudo, banchina, secco... Questi significati sembrano puntare al fatto che ha le tende che in primis fanno da scudo al sole. |
| 鈍 [钝]      | 4       | dun4         | deon6         | Indica il concetto di smussato/non affilato ed è composto dal radicale del metallo, forse per indicare un attrezzo con la punta in metallo non affilata, con accanto la chiave di lettura del germoglio che in origine indicava la primavera; Xu Shen inoltre indica che tale germoglio spunta con qualche difficoltà dal terreno. Nella sua definizione, aggiunge una citazione dall'Yijing a supporto di ciò: 難也。象艸木之初生。屯然而難。从屮貫一。一，地也。尾曲。《易》曰：“屯，剛柔始交而難生。”. Quindi tutto il carattere indica una difficoltà a tagliare una pianta perché la lama dell'attrezzo non è affilata. |
| 陸 [陆]      | 4       | lu4          | luk6          | Indica il concetto di continente e di terra continentale in contrapposizione alle isole ed è formato dal radicale della collina con accanto quella che oggi è la chiave di lettura 坴 lu4, che indica una grossa zolla di terra (in alto si vede la chiave di lettura 圥 lu4 < *-k, mentre in basso il radicale della terra. Il componente in alto indica i funghi, siccome nel Dizionario Kangxi si spiega 地蕈曰菌圥, e in origine era una persona inginocchiata ritratta di profilo con qualcosa in testa poi ritratta come 二, forse un contenitore con dentro degli oggetti o delle forme ovali vuote che sembrano cumuli di terra, il che rende il carattere simile a 堯). La versione più arcaica sulle ossa oracolari di 陸 ha come chiave di lettura due forme spioventi, forse due case o due cumuli di terra con sotto il radicale della terra: indica quindi la terraferma. Nella versione semplificata come chiave di lettura si nota 击 ji1, che oggi si usa come semplificazione di 擊 (手 con sopra 毄 ji1, "colpire", ovvero 軎 wei4 > 轊 con 殳. Il primo carattere a sinistra indica la punta dell'asse delle ruote del carro, che si poteva colpire, "axle tip"). La semplificazione è talmente laconica che è molto difficile capire a che parti del carattere corrisponda, un carattere peraltro ricco di elementi. 坴 non va confuso con 堯 yao2, anche se i due caratteri sembrano avere qualche collegamento nelle versioni antiche (ma nelle ossa oracolari si nota bene che sono diversi), e con 夌 ling2 (come in 冰激凌). Quest'ultimo significa "sorpassare; alto" (Xu Shen annota 越也 [...], 高也) ed è un albero 木 con sotto una persona 人, poi stilizzata come un piede. Mostra quindi come un albero sorpassi in altezza una persona. Si trova in 凌 ling2, che indica il ghiaccio e il concetto di innalzarsi e trasgredire (radicale dei due cumuli di ghiaccio a lato) forse per indicare come una distesa di acqua ghiacciata può strabordare. La chiave di lettura è presente pure in 陵 ling2 che indica il rilievo/collina (una glossa spiega 大阜曰陵, "una grossa collina è un ling2") e il tumulo sulla tomba di un imperatore (si nota il radicale della collina accanto alla chiave di lettura "sorpassare; alto"). Infine, questa chiave non va confusa con 夋 qun1. Anche il radicale Kangxi semplificato 麦, la cui parte superiore è uguale a 青, può fuorviare. Dunque: 坴, 堯, 夌, 夋, 麦, 青. Anticamente finiva in *-k. |
| 隅           | 4       | yu2          | jyu4          | Indica il concetto di angolo, bordo e posto remoto ed è composto dal radicale della collina accanto alla chiave di lettura della faccia mostruosa di scimmia con gli occhi rossi e la coda lunga, yu2, che come significato secondario indicava anche il concetto di "area, distretto". Dunque indica o una forma ad angolo legato a un elemento naturale geografico. |
| 雇 < 僱      | 4       | gu4          | gu3           | Indica il concetto di impiegare/assumere ed è composto dal radicale della persona, sparito nella semplificazione, con accanto una porta a un battente sopra l'uccello dalla coda corta. 雇 hu4 esisteva già come carattere a sé e indicava gli uccelli migratori; la porta forse indica la sola pronuncia, a meno che si riferisce all'ingresso in un posto/habitat nuovo. Quindi, nella semplificazione, il carattere che indica gli uccelli migratori e l'assunzione di lavoratori convergono insieme. I due concetti si legano se l'impiego è stagionale; inoltre, nelle poesie Tang e Song gli stessi burocrati e letterati si descrivevano come persone costrette a lunghi viaggi nel caso in cui venivano mandati a lavorare in posti lontani, per cui si ricava un altro paragone con gli uccelli migratori. Una variante della chiave di lettura è 𩿇. |
| 震           | 4       | zhen4        | zan3          | Indica oggi il terremoto e, in origine, indicava i tuoni e i tuoni che colpiscono qualcosa. Il carattere è composto dal radicale della pioggia con sotto la contrazione di 振, scuotere. A sua volta, la chiave di lettura in isolamento ritraeva quello che in origine era un attrezzo per zappare e tagliare l'erba ritratto in piedi, ovvero un bastone con una conchiglia affilata come lama. 辰 mostra in alto la punta della conchiglia, in basso si vede la rilegatura irriconoscibile e i due trattini in basso a destra sono il manico, ridotto in un tratto ricurvo. Come prestito, questo coltello di conchiglia (è uno dei radicali Kangxi) ha iniziato a indicare l'alba e il terzo mese lunare, in cui secondo Xu Shen il soffio vitale Yang (cioè il principio maschile, di calore, luce e attività) inizia a mettersi in moto. Da questo significato deriverebbe il carattere "scuotere". |

### Paleografia e etimologia
- https://www.yw11.com/zidian/8828/ (Qimingwang, che contiene ricostruzioni della grafia e il fanqie contenuto nel Guangyun del 1008)
- (ZH) Dizionario filologico, su qiyuan.chaziwang.com. URL consultato il 10 novembre 2020 (archiviato dall'url originale il 27 settembre 2020).
- https://humanum.arts.cuhk.edu.hk/Lexis/lexi-mf/ (Multi-function Chinese Character Database, per visualizzare le riproduzioni dei caratteri nelle versioni antiche)
- https://hanziyuan.net/ Chinese Etimology (per visualizzare le riproduzioni dei caratteri nelle versioni antiche)
- Howell, Lawrence J.; Hikaru, Morimoto. Etymological Dictionary of Han/Chinese Characters, 2016 [PDF] (https://bradwarden.com/kanji/etymology/kanjietymology.pdf), (per le ricostruzioni della grafia e senso e go-on)

### Shuowen Jiezi, cinese storico e cantonese
- https://www.zdic.net/ (contiene le definizioni dello Shuowen Jiezi in caratteri semplificati e alcune glosse)
- https://www.cidianwang.com/shuowenjiezi/ (contiene le definizioni dello Shuowen Jiezi con la riscrittura in lingua moderna e alcune glosse)
- Baxter, William H.; Sagart, Laurent. Old Chinese. A New Reconstruction, Oxford University Press, USA, 2014. (per informazioni base e aggiornate sull'antico cinese collegabili all'etimologia. Matisoff ha fatto uso sia della ricostruzione di Karlgren, sia di una versione di Baxter del 1992)
- http://lodel.ehess.fr/crlao/document.php?id=1217 Guangyun (9000 caratteri) con pronuncia in primo cinese medio ricostruita da Baxter (2011, fonte recente)
- http://ocbaxtersagart.lsait.lsa.umich.edu/BaxterSagartOCbyMandarinMC2014-09-20.pdf Archiviato il 10 ottobre 2022 su ghostarchive.org URL di servizio di archiviazione sconosciuto. Dizionario di 5000 caratteri con pronuncia in antico cinese ricostruita da Baxter/Sagart (2014, fonte recente)
- https://cantonese.org/ Dizionario di dialetto cantonese CC-Canto (romanizzazione Jyutping)